# Потворна Ельза
«Потво́рна Е́льза» (рос. «Безобразная Эльза») — радянський телефільм 1981 року, за мотивами комедії фінського драматурга Енсіо Ріслаккі.

## Сюжет
Віві Кассель — вдова університетського професора, вводить у будинок свого майбутнього чоловіка Тааві Хар'юла і знайомить його з дочками. Старша дочка Паула за кілька днів має вийти заміж, її новий наречений — агроном Ерккі Каріло. Ірма танцює в балеті, користується увагою преси і закоханих шанувальників. Молодша дочка — Ельза, вчиться в університеті, проводить дні і ночі за підручниками, вивчаючи хімію. Вже у віці п'яти років маленька Ельза бігала по вулиці й билася з однолітками-хлопчиськами. Її звали або хлоп'ячим ім'ям Санту, або потворною Ельзою — по імені казкової героїні, яка відома своєю здатністю дражнити й мучити людей. Втомлена від постійних насмішок на свою адресу, Ельза вирішила перевірити, чи є і в неї сила жіночої чарівності, якою так хизуються сестри. Ельза-Санту відвідала салон краси, поміняла свій звичайний светр на вечірню сукню і за один вечір запаморочила голову Ерккі — нареченому своєї сестри, обранцеві матері — професору Хар'юла і соромливому студенту Уско Аамунену, який займався з нею природничими науками. У той же вечір уже сама Ельза безоглядно закохалася в колишнього товариша своїх дитячих ігор, молодого скульптора Пертті Ораса.

## У ролях
- Тетяна Догілева —  Ельза (Санту, Потворна Ельза) Кассель, молодша дочка Віві, молодша сестра Паули і Ірми, подруга дитинства і кохана Пертті, студентка
- Людмила Шапошникова —  Віві Кассель, мати Паули, Ірми і Ельзи, наречена Тааві, вдова університетського професора
- Валентина Карєва —  Паула Кассель, старша дочка Віві, старша сестра Ірми і Ельзи, наречена Ерккі
- Інна Аленикова —  Ірма Кассель, середня дочка Віві, молодша сестра Паули і старша сестра Ельзи, балерина
- Анатолій Баранцев —  Тааві Хар'юла, наречений Віві, професор
- Василь Бочкарьов —  Ерккі Каріло, наречений Паули, агроном
- Євген Стеблов —  Уско Аамунен, студент
- Олександр Леньков —  Пертті Орас, друг дитинства і коханий Ельзи, скульптор
- Ірина Соколова —  Мінні, служниця
- Михайло Львов —  Расінен, репортер
- Андрій Цимбал —  фотограф

## Знімальна група
- Автор п'єси: Енсіо Ріслаккі (переклад з фінської Тетяни Шевельової)
- Режисер-постановник:  Павло Хомський
- Оператор-постановник: Юхим Рацімор
- Композитор:  Ігор Якушенко
- Художник-постановник: Ольга Льовіна